# Cerberus Fossae

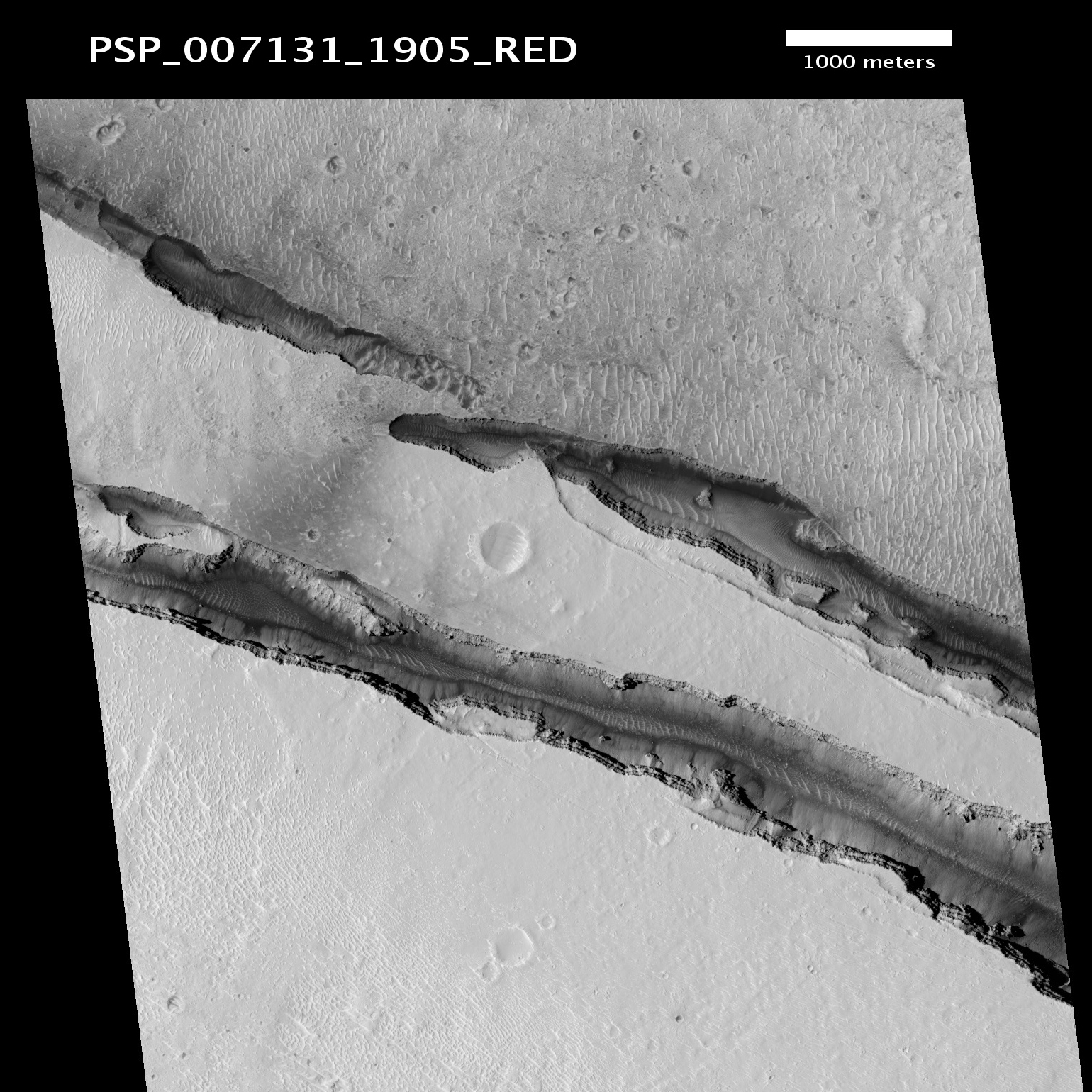
Nahaufnahme eines der Gräben

Die Cerberus Fossae (Gräben des Kerberos) sind von Ferne gesehen zwei fast tausend Kilometer parallel verlaufende Gräben (Fossa) auf dem Mars bei 11,28° nördlicher Breite und 166.37° östlicher Länge. Die beiden Gräben erstrecken sich von Nordwesten bis nach Südosten und bestehen tatsächlich aus vielen kürzeren, ineinander übergehenden und parallel zueinander verlaufenden Dehnungsbrüchen. Die Gräben sind überall sehr steilwandig, an einigen Stellen sogar fast senkrecht, was auf ihr junges Alter hindeutet. Das bestätigte sich 2019, als die Mars-Mission InSight Marsbeben aufzeichnete, die hier lokalisiert werden konnten.

## Lage
Die Cerberus Fossae durchschneiden das von Nordosten nach Südwesten verlaufende Tartarusgebirge. Südwestlich liegt das Ausflusstalsystem Athabasca Valles. 